# Meñaka
Cet article possède un paronyme, voir Menaka (homonymie).
Meñaka en basque ou Meñaca en espagnol est une commune de Biscaye dans la communauté autonome du Pays basque en Espagne.
Le nom officiel de la ville est Meñaka.

## Quartiers
La commune est composée de quatre quartiers.
Le principal quartier de la commune est Mesterika (San Lorenzo de Mesterica). C'est un petit quartier de fermes à mi-pente groupées autour de l'église paroissiale, de la mairie et le fronton. Mesterika se trouve près de la route qui relie Mungia à Bermeo. Près de Mesterika on trouve le quartier d'Ametzaga.
Les autres quartiers de la commune sont Meñakabarrena (Andra Maris de Meñacabarrena), dans une zone plate au sud la commune et d'Emerando (Santa Elena d'Emerando), au nord de la commune et dans les flancs de la montagne Sollube. Ceux-ci sont des quartiers de fermes qui prennent leur nom des chemins des ermitages.

## Personnalités liées à la commune
- Miguel Angel Lotina (né en 1957), formateur de football du Deportivo La Corogne. Il a entrainé entre autres équipes de la Liga espagnole, l'Espanyol Barcelone, Celta Vigo, Osasuna Pampelune et Numancia.
- Luis Baraiazarra (né en 1940), écrivain en langue basque et frère carmélite.
- Juan Jose Garmendia (né à la fin du XIXe siècle), organiste et compositeur.

### Sources
- (es) Cet article est partiellement ou en totalité issu de l’article de Wikipédia en espagnol intitulé « Meñaca » (voir la liste des auteurs).